# كريس وانغ
كريس وانغ (بالإنجليزية: Chris Wang)‏ هو سياسي جنوب أفريقي، ولد في 15 مايو 1977. حزبياً، نشط في المؤتمر الوطني الأفريقي. وقد انتخب عضو الجمعية الوطنية لجنوب أفريقيا.